# Dothidea hippophaes
Dothidea hippophaes är en svampart som först beskrevs av Giovanni Passerini, och fick sitt nu gällande namn av Karl Wilhelm Gottlieb Leopold Fuckel. Dothidea hippophaes ingår i släktet Dothidea och familjen Dothideaceae.   Inga underarter finns listade i Catalogue of Life.